# Myrliljeväxter
Myrliljeväxter (Nartheciaceae) är en familj med enhjärtbladiga växter. Familjen består av 41 arter som är indelade i fem släkten. Myrliljeväxterna är örter. Blommorna är små och växer i klasar.
Den enda myrliljeväxtarten som finns vildväxande i Sverige är myrlilja (Narthecium ossifragum).
I äldre klassificeringssystem ingick myrliljeväxterna i liljeväxtfamiljen.